# اولریش بک
اولریش بِک (آلمانی: Ulrich Beck؛ زادهٔ ۱۵ می ۱۹۴۴ در سووپسک در لهستان - درگذشته ۱ ژانویه ۲۰۱۵ در مونیخ در آلمان) یک جامعه‌شناس اهل آلمان است. اولریش بک جامعه‌شناس آلمانی شناخته شده‌ای بود و در طول زندگی خود یکی از مشهورترین دانشمندان علوم اجتماعی در جهان بود. کار او معطوف به پرسش‌های غیرقابل کنترل، ناآگاهی و عدم اطمینان در عصر مدرن بود. اصطلاحات "جامعه خطر"، "مدرنیته دوم" یا "نوسازی انعکاسی" را ابداع کرده‌است. وی همچنین تلاش کرد تا دیدگاه‌های ملی که در پژوهش‌های جامعه‌شناسی غالب بود را با 
جهان‌وطنی‌گرایی لغو کند که ارتباط متقابل دنیای مدرن را تصدیق می‌کند. وی استاد دانشگاه مونیخ بود.

## زندگی
بک در سال ۱۹۴۴ در شهرستان سووپسک فعلی لهستان) پامرانیا متولد شد و در هانوفر بزرگ شد. وی تحصیلات دانشگاهی را با گرایش حقوق در فرایبورگ آغاز کرد و از سال ۱۹۶۶ به بعد در دانشگاه مونیخ در رشته‌های جامعه‌شناسی، فلسفه، روان‌شناسی و علوم سیاسی تحصیل کرد. از سال ۱۹۷۲ ، پس از اخذ درجه دکترا، به عنوان جامعه‌شناس در دانشگاه مونیخ استخدام شد. در سال ۱۹۷۹ به عنوان مدرس دانشگاه شایسته تعیین صلاحیت پایان‌نامه‌ها شد. وی مدتی به عنوان استاد در دانشگاه مونستر (۱۹۸۱-۱۹۷۹) و دانشگاه بامبرگ ۱۹۸۱–۱۹۹۲) تدریس می‌کرد. از سال ۱۹۹۲ تا زمان مرگ ، بک استاد جامعه شناسی و مدیر انستیتوی جامعه شناسی در دانشگاه مونیخ بود. وی جوایز و افتخارات بین‌المللی بسیاری از جمله انتخاب در شورای انجمن و هیئت اجرایی انجمن جامعه‌شناسی آلمان را دریافت کرد.

## مشارکت‌های پژوهشی
جامعه خطر (ریسک) توسط الریش بک و آنتونی گیدنز در طول دهه ۱۹۸۰ وضع شد. از نظر بک و گیدنز، ساختار طبقاتی سنتی صنعتی جامعه مدرن از هم می‌پاشد. جهانی‌سازی خطراتی را ایجاد می‌کند که مردم همه طبقات مختلف را نگران می‌کند. به عنوان مثال، رادیواکتیویته، آلودگی و حتی بیکاری. خانوارهای متمول برای محافظت خود در برابر این خطرات اقداماتی می‌کنند ولی برای برخی نمی‌توانند این کار را انجام دهند. به عنوان مثال تغییر محیط زیست جهانی. فقرا در برابر آنها رنج می‌برند. وی خاطر نشان می‌کند خطرات همچنین از نظر اجتماعی ساخته می‌شوند و برخی از خطرات خطرناک‌تر تلقی می‌شوند زیرا در رسانه‌های جمعی بیشتر مورد بحث قرار می‌گیرند: مانند تروریسم. جامعه خطر منجر به تجزیه و تحلیل خطرها و سبب پیشداوری می‌شود. 

سردبیر مجله جامعه‌شناسی، Soziale Welt (از سال ۱۹۸۰ به آلمانی)، نویسنده حدود ۱۵۰ مقاله و نویسنده یا ویراستار بسیاری از کتاب‌ها بود.

## گروه اسپینلی
در 15 سپتامبر 2010، بک از ابتکار گروه اسپینلی پارلمان اروپا برای تقویت مجدد فدرالیسم در اتحادیه اروپا حمایت کرد. اتحادیه فدرالیست‌های اروپایی و سازمان جوانان آن فدرالیست‌های جوان اروپایی بیش از 60 سال است که ایده فدرالیسم اروپایی را ترویج می کنند با این باور که تنها یک فدراسیون اروپایی، مبتنی بر ایده وحدت در تنوع، می‌تواند بر تقسیم قاره اروپا غلبه کند. حامیان برجسته این ابتکار عبارتند از ژاک دولور، دانیل کوهن بندیت، خی ورهوفستات، اندرو داف و المار بروک.

## کتاب شناسی فارسی
- اولریش بک: جامعه خطر: به سوی مدرنیته‌ای نوین، مترجمان: رضا فاضل و مهدی فرهمندنژاد، تهران: ثالث، ۱۳۹۷، ۴۷۲ صفحه. شابک ‎۹۷۸۶۰۰۴۰۵۲۳۵۱
- اولریش بک: جامعه در مخاطره جهانی، مترجم: محمدرضا مهدی‌زاده، تهران: کویر، ۱۳۸۸، ۲۸۸ صفحه. شابک ‎۹۷۸۹۶۴۲۱۴۰۱۷۶
- اولریش بک: جامعه‌شناسی کار: دنیای شگفت‌انگیز کار در مدرنیته بازاراندیشانه، مترجمان: سعید صادقی‌جقه و آیت نباتی‌حصارلو، تهران: جامعه‌شناسان، ۱۳۹۵، ۲۹۲ صفحه. شابک ‎۹۷۸۶۰۰۵۵۴۶۵۷۶